# فرد فالنتاين (لاعب كرة قاعدة)
فرد فالنتاين (بالإنجليزية: Fred Valentine)‏ هو لاعب كرة قاعدة أمريكي، ولد في 19 يناير 1935 في مسيسيبي في الولايات المتحدة.

## وصلات خارجية
- فرد فالنتاين على موقع الدوري الياباني لكرة القاعدة (الإنجليزية)
- فرد فالنتاين على موقعبيزبول رفرنس.كوم (الدوري الرئيسي) (الإنجليزية)
- فرد فالنتاين على موقعبيزبول رفرنس.كوم (الدوري الثانوي) (الإنجليزية)
- فرد فالنتاين على موقع مشجعي الرسوم البيانية (الإنجليزية)